# 安岳郡
安岳郡（：／ Anak gun */?）是朝鮮民主主義人民共和國黃海南道東北部的一個郡，位於載寧江西岸，最高點為海拔954米的九月山。2008年人口125,924人。下分1邑、27里。

## 歷史
940年始稱安岳。1952年銀泉郡析出，同時併入信川郡的一部份。安岳三號墳是世界文化遺產高句丽墓葬群的一部份。